# Ovidiu Ganț
Ovidiu Victor Ganț (* 18. August 1966 in Deta, Kreis Timiș, Sozialistische Republik Rumänien) ist ein rumäniendeutscher Politiker des Demokratischen Forums der Deutschen in Rumänien (DFDR). Er gehört der deutschsprachigen Minderheit der Banater Schwaben an. 

## Leben
Nach verschiedenen Stationen als Lehrer im Banat, unter anderem von 1992 bis 2001 als Schulleiter des Nikolaus-Lenau-Lyzeums in Timișoara, bekleidete Ganț von 2001 bis 2004 das Amt eines Unterstaatssekretärs im Département für interethnische Beziehungen der rumänischen Regierung. Von 2004 bis 2008 war er Vizevorsitzende der Banater Organisation des DFDR, seit 2004 ist er Abgeordneter im Rumänischen Parlament und gehört der Fraktion der nationalen und ethnischen Minderheiten an.
2005 bis 2006 gehörte Ganț der rumänischen Beobachterdelegation im Europäischen Parlament an. Nach der Aufnahme Rumäniens in die Europäische Union war er 2007 Mitglied des Europäischen Parlaments und gehörte der Fraktion EVP-ED an. Als MdEP war er Mitglied im Ausschuss für Kultur und Bildung.
Im Februar 2017 legte er aus Protest gegen die Lockerung der rumänischen Korruptionsbekämpfung sein Amt als stellvertretender Vorsitzender der Fraktion der Minderheiten nieder.

## Ehrungen
- 2008: Verdienstkreuz am Bande der Bundesrepublik Deutschland[4]
- 2008: Honterus-Medaille des Demokratischen Forums der Deutschen in Siebenbürgen
- 2010: Ehrennadel des Demokratischen Forums der Deutschen im Banat
- 2010: Goldenes Ehrenwappen des Verbandes der Siebenbürger Sachsen in Deutschland
- 2015: Verdienstkreuz 1. Klasse der Bundesrepublik Deutschland[5]
- 2024: Medaille für besondere Verdienste um Bayern in einem Vereinten Europa[6]
- 2024: Großes Verdienstkreuz der Bundesrepublik Deutschland[7]